# Ângela Figueiredo
Angela Barroso de Figueiredo (Rio de Janeiro, 8 de março de 1961) é uma atriz, ex-modelo e produtora cultural brasileira. Começou sua carreira como modelo, se destacando em sessões para marcas de roupas e para revistas como Desfile e Domingo (suplemento do Jornal do Brasil).

## Biografia
É filha de Bernardo Figueiredo (1934-2012), arquiteto e Vera de Figueiredo, arquiteta e cineasta. É mãe da apresentadora Diana Bouth, fruto da relação com o surfista Marcos Bouth, e é casada com o músico Branco Mello, integrante dos Titãs, com quem tem dois filhos: Bento, nascido em 1991 e guitarrista da banda Sioux 66, e Joaquim, nascido em 1999. É também avó de Pedro Bouth Romão, filho de Diana com o surfista Simão Romão.

## Filmografia

### Televisão
| Ano  | Título                  | Personagem                                     | Notas                     |
| ---- | ----------------------- | ---------------------------------------------- | ------------------------- |
| 1983 | Guerra dos Sexos        | Ana Luísa de Alcântara Pereira Barreto (Analu) |                           |
| 1984 | Santa Marta Fabril S.A. | Martucha                                       |                           |
| 1984 | Vereda Tropical         | Martinha                                       |                           |
| 1985 | Roque Santeiro          | Selma Sotero                                   |                           |
| 1986 | Selva de Pedra          | Beatriz                                        |                           |
| 1987 | Brega & Chique          | Marli                                          |                           |
| 1988 | O Pagador de Promessas  | Alice Gadelha                                  |                           |
| 1988 | Bebê a Bordo            | Tânia                                          |                           |
| 1989 | Cortina de Vidro        | Paloma                                         |                           |
| 1992 | Você Decide             | Patrícia                                       | Episódio: "O Álibi"       |
| 1993 | Você Decide             | —                                              | Episódio: "A Barganha"    |
| 1994 | Você Decide             | —                                              | Episódio: "Abuso Sexual"  |
| 1994 | Você Decide             | Vera                                           | Episódio: "Anjo Vingador" |
| 1995 | Sangue do Meu Sangue    | Heloísa                                        |                           |
| 1996 | Dona Anja               | Romilda                                        |                           |
| 1996 | Colégio Brasil          | Maria Paula                                    |                           |
| 1998 | Era uma Vez...          | Débora Klainer Giunquetti                      |                           |
| 1998 | Brida                   | Elvira                                         |                           |
| 1999 | Louca Paixão            | Drª. Suzana de Holanda                         |                           |
| 2000 | Esplendor               | Elisa Berger                                   |                           |
| 2001 | Malhação                | Solange                                        |                           |
| 2006 | Malhação                | Sônia Andrade                                  |                           |
| 2007 | Maria Esperança         | Maria Helena Muniz Cavalcanti                  |                           |
| 2008 | Água na Boca            | Lulu Cassoulet                                 |                           |
| 2013 | Saramandaia             | Helena Rosado                                  |                           |
| 2017 | Carinha de Anjo         | Regina                                         |                           |
| 2018 | Sob Pressão             | Úrsula                                         |                           |
| 2019 | Hebe                    | Bianca Troise                                  |                           |
| 2021 | Um Lugar ao Sol         | Mercedes                                       |                           |

### Cinema
| Ano  | Título                | Personagem            | Notas          |
| ---- | --------------------- | --------------------- | -------------- |
| 1976 | Feminino Plural       | Garota na motocicleta |                |
| 1980 | Sinal Vermelho        | Noiva                 | Curta-metragem |
| 1987 | Johnny Love           | Juliana               |                |
| 1987 | Sonhos de Menina-Moça | Diana                 |                |
| 2015 | Luz                   | Clia                  | Curta-metragem |

## Teatro
- 1979 - O Pequeno Baú
- 1991/1994 - Solidão, a Comédia Enfim, Só
- 1998 - Deus
- 2011 - Serpente Verde, Sabor Maçã[13]
- 2015 - As moças: o último beijo
- 2018 - Abre a janela e deixa entrar o ar puro e o sol da manhã
- 2019/2022 - 1975[14]
- 2022/2023 - Yerma[15]
- 2024 - Elas São de Matar[16]